# Кам'янська єпархія УПЦ (МП)
Кам'янська і Царичанська єпархія — єпархія Української православної церкви (Московський Патріархат) з центром в Кам'янському, Україна; включає території центральних районів Дніпропетровської області. Правлячий архієрей — митрополит Володимир (Орачов).

## Історія
Рішенням Священого Синоду Української Православної Церкви від 23 грудня 2010 року заснована нова єпархія Української Православної Церкви на території Дніпропетровської області - Дніпродзержинська (журнал № 48).
На засіданні Синоду УПЦ, що відбувся в Києво-Печерській лаврі під головуванням Блаженнішого митрополита Київського і всієї України Володимира, було розглянуто питання про розділення Криворізької єпархії, розташованої на території Дніпропетровської області, на дві самостійні.
Синод постановив утворити Дніпродзержинську єпархію, виділивши її зі складу Криворізької та включивши до складу нової єпархії такі адміністративні одиниці Дніпропетровської області: Верхньодніпровський район, м. Кам'янське (тоді Дніпродзержинськ), Криничанський і Солонянський райони. До складу Дніпродзержинської єпархії включені також Магдалинівський, Петриківський та Царичанський райони, що належали раніше до Дніпропетровської єпархії.
Правлячому архієрею Дніпродзержинської єпархії згідно з рішенням Синоду присвоюється титул «Дніпродзержинський і Царичанський» (з липня 2016 року — «Кам'янський і Царичанський»).
Керуючим Дніпродзержинської єпархією Священний Синод УПЦ призначив єпископа Ровеньківського Володимира (Орачова), вікарія Луганської єпархії, звільнивши його від колишньої посади.
20 липня 2016 року у зв'язку з перейменуванням однойменного міста Дніпродзержинська єпархія була перейменована на Кам'янську єпархію.

## Сучасний стан
Кафедральний собор: Свято-Миколаївський (Кам'янське).
Благочинницькі округи (всього 7):
- Кам'янський
- Верхньодніпровський
- Царичанський
- Криничанський
- Магдалинівський
- Петриківський
- Солонянський

Монастирі:
- Свято-Йосипівський жіночий (с. Мар'ївка Магдалинівського району)
- Свято-Покровський Михайлівський жіночий (м. Кам'янське, сел. Романкове)

Єпархіальне управління розташоване за адресою: 51925, м. Кам'янське, вул. Соборна, 6.